# Butelka Nansena

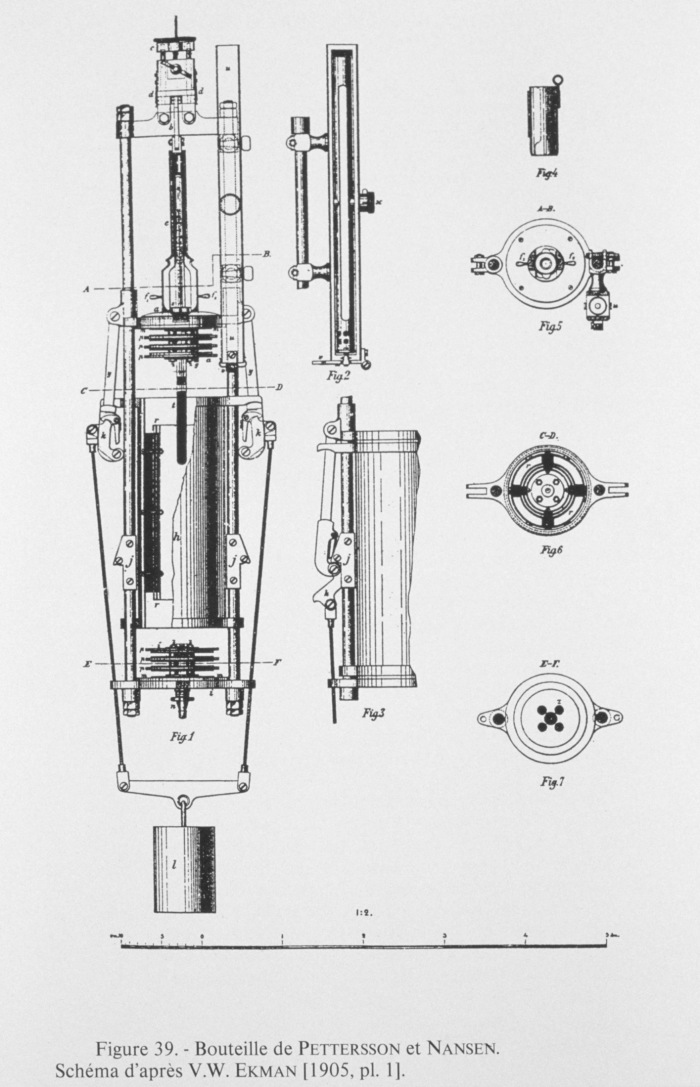
Butelka Nansena

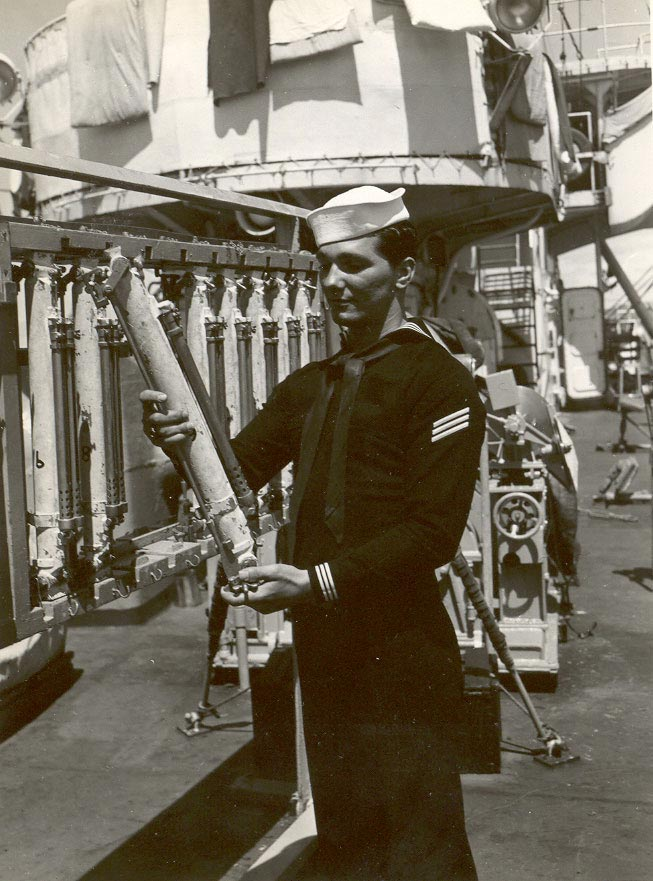
Żołnierz amerykański trzymający Butelkę Nansena

Butelka Nansena – przyrząd do badania wód morskich na dużych głębokościach. Ma postać metalowego walca przesuwanego na stalowej linie w głąb oceanu. Na dowolnej głębokości może być otwierana, aby pobrać próbkę wody do późniejszej analizy. Wykonuje też pomiar temperatury wody.
Skonstruował ją w 1910 roku Fridtjof Nansen, a później udoskonalił Shale Niskin.